# Bernard Lievegoed
Bernard Lievegoed (Medan, 1905. szeptember 2. – Zeist, Hollandia, 1992. december 12.) holland antropozófus orvos, pszichiáter, író.

## Életút
Gyermekéveit Szumátrán töltötte. 1914-ben a család Rotterdamba költözött. 1917-1922 között újabb költözés után a középiskolát Jáva szigetén végezte. 1923-ban érettségizett Hágában. 1924-1928 között orvosi tanulmányokat folytatott Groningenben. Megszerezte diplomáját, mint gyermekpszichiáter.
1928-ban először találkozott az antropozófiai gyógypedagógiával. 1930-ban doktorátust szerzett. 1931-től gyermekpszichológusként működött. 1931. szeptember 19-én megalapította a Zonnehuis-t, az első gyógypedagógiai intézetet a hollandiai Bosch en Duin-ban. Az intézmény később áttelepült Zeist-be, és Zonnehuizen Veldheim Stenia te Zeist néven működött. Ezen intézményt 1954-ig vezette.
1932-ben megalapította Zeist-ben az első hollandiai Waldorf-iskolát. 1939-ben A leideni egyetemen a filozófia doktora lett. 1948-1953 között tanulatlan munkás-gyerekek nevelésének konzultánsaként működött. 1952-ben megalapította a Vrij Geestesleven (»Szabad Szellemi Élet«) könyvkiadót. 1954-ben megalapította az NPI-t (Nederlands Pedagogisch Instituut), vezette 1971-ig. Európában elsőként itt indult el antropozófiai emberismereten alapuló képzés vállalkozók, menedzserek részére. Antropozófiai emberismereten (Rudolf Steiner) alapuló munkaszociológiai, vállalkozás-tanácsadási ismereteket dolgoztak ki.
1955-1974 között professzor a Nederlandse Economische Hogeschool egyetemen, Rotterdamban.1961-ben egyik alapítója a Technische Hogeschool Twente egyetemnek. 1968-1976 között tagja a Commissie Opleiding Rijks Burgerlijk képzésnek. 1971-ben megalapította a Vrije Hogeschool egyetemet Driebergenben. Rektor 1982-ig. 1974-1979 között igazgató a Vrije Pedagogische Akademie-ban. 1977-1981 között tagja a Commissie Alternatieve Geneeswijzen alternatív gyógyászattal foglalkozó intézménynek. 1992. november 2-án megnyitotta a Bernard Lievegoed-Klinik nevű intézményt Zeist-ben. 1992. december 12-én elhunyt Bernard Lievegoed.

## Művei
- 1946. Ontwikkelingsfasen van het kind
- 1950. Planeten-krachten en levensprocessen
- 1969. Organisatie in ontwikkeling
- 1970. Soziale Gestaltungen in der Heilpädagogik
- 1971. Hoofdstukken uit de heilpedagogie
- 1972. Der geistige Strom der heilpädagogischen Bewegung
- 1972. Naar de 21e eeuw; Jót tenni a XXI. század küszöbén[4]
- 1976. De levensloop van de mens
- 1977. Mysteriestromen in Europa en de nieuwe mysteriën
- 1980. Over het organische in de architectuur
- 1983. De wadlopers
- 1983. Mens op de drempel Der Mensch an der Schwelle
- 1987. Bezinning op de Grondsteen Besinnung auf den Grundstein; Alapkőre eszmélés[5]
- 1987. Lezingen en essays
- 1991. Door het oog van de naald Durch das Nadelöhr
- 1992. Over de redding van de ziel; A lélek megpróbáltatásai[6]

## Magyarul
- A lélek megmentéséről. Három nagy emberiségvezető együttműködése (Über die Rettung der Seele); ford. Scherak Mari; Casparus, Bp., 2011